# 上田泰平
上田泰平（うえだ たいへい、1982年3月3日 - ）は、日本のラグビー指導者。

## プロフィール
- 福岡県出身。
- 現役時代のポジションはウィング(WTB)、センター(CTB)、フルバック(FB)。
- 日本代表通算キャップ数は6。
- 7人制日本代表に選出されたこともある。[1]
- 愛称は『たい』

## 略歴
2000年、中村学園三陽高校卒業後に福岡大学に入る。
2004年、福岡大学卒業後に当時トップウェストAのホンダ(現三重ホンダヒート)に加入。
2011年4月30日に行われたアジア5カ国対抗2011香港戦で日本代表初キャップを獲得した。
そしてラグビーワールドカップ2011の日本代表に選ばれる。なおワールドカップでは1試合に出場した。
2013年に現役を引退した。
2016年、Honda HEATのアシスタントコーチに就任。2021年、ヘッドコーチに昇格。2シーズン務めた。